# Saugwagen

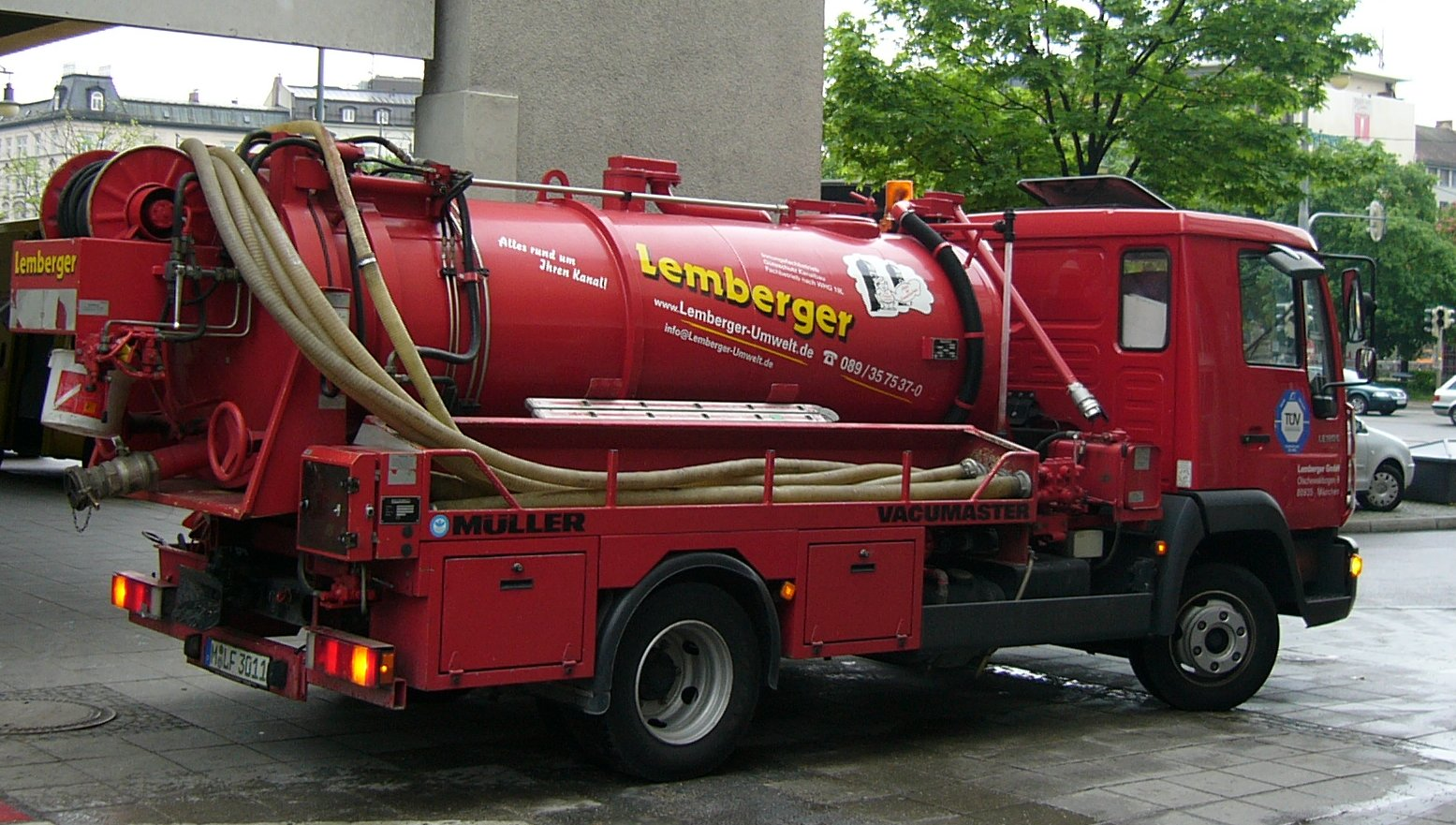
Saugwagen

Ein Saugwagen (auch Saugfahrzeug oder Vakuumsauger genannt) ist ein Nutzfahrzeug, mit dem flüssige und pastöse Materialien oder feinkörnige Feststoffe mittels einer Vakuumpumpe abgesaugt werden können; es gehört zu den Tankfahrzeugen. Zusätzlich kann auch Material per Überdruck transportiert – und dann wieder ausgeblasen – werden (Saug-Druck-Tankfahrzeug).
Transportfahrzeuge für rieselfähiges Transportgut (wie Getreide, Holzpellets), die teils ebenfalls eine eigene Ausblasvorrichtung haben, nennt man hingegen Silowagen.
Sonstige – unter Umständen auch auf Fahrzeugen montierte – Geräte, die statt einer Pumpe mit einem Gebläse und hohen Luftgeschwindigkeiten arbeiten, bezeichnet man als Saugbagger.

## Arten von Saugwagen
Saugwagen werden aufgeteilt in:
- Standardsaugwagen
- Hochleistungssaugwagen
- Chemiesaugwagen

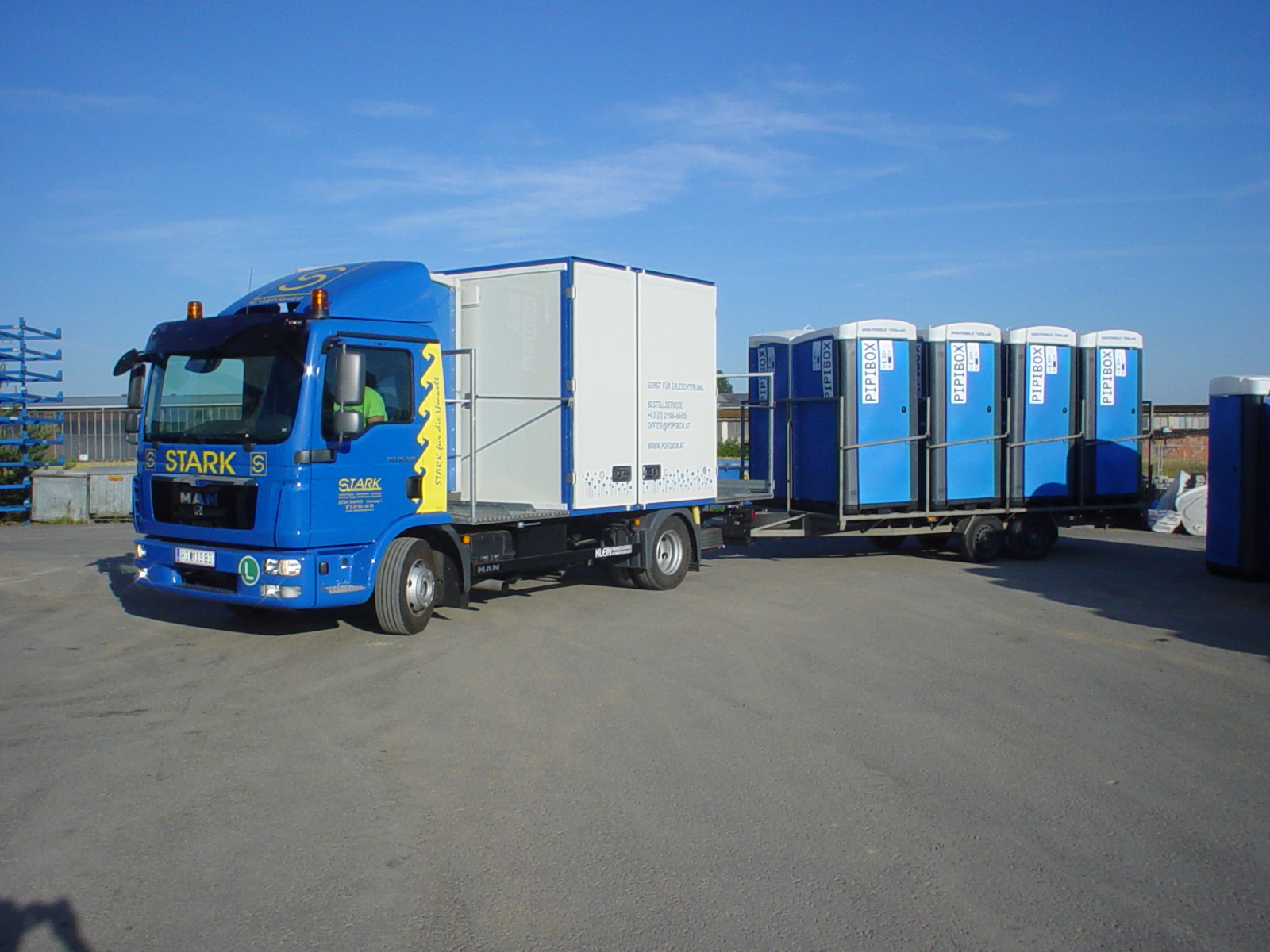
Vollbeladener Absaugwagen mit Aufbau zur Reinigung von mobilen Toiletten, Platz für 2 m³ Fäkalabwasser und 1 m³ Frischwasser

Standardsaugwagen heben Flüssigkeiten aus Schächten oder Gruben. Die Fahrzeuge können Suspensionen und pastöse Materialien wie Schlämme absaugen. Sie eignen sich nicht gut für trockene Feststoffe wie Sand, Kies und Steine, da der übliche Luftdurchsatz von bis zu 4000 m3 pro Stunde hierfür nicht ausreicht. Je nach Höhe über dem Meeresspiegel kann ein bis zu 90-prozentiges Vakuum erzeugt werden.
Hochleistungssaugwagen haben stärkere Vakuumpumpen sowie oft auch andere Filtersysteme. Luftdurchsatz liegt in der Regel zwischen 6500 m3/Std. und 21.000 m3Std. und können neben Schlamm auch Kies absaugen. Sie erreichen etwa 85 % Vakuum. Einige Saugfahrzeuge können per Injektorprinzip Kies auf Flachdächer in über 100 Meter Höhe verblasen.
Chemiesaugwagen werden aus korossionsbeständigen Werkstoffen, Dichtungen und Armaturen sowie in der Regel nach den Vorschriften für Gefahrguttransporte (ADR) gefertigt. Beispielsweise müssen die Schweißnähte geröntgt oder mit Ultraschall geprüft werden. Der Tank wird je nach Berechnungsdruck mit bis zu 10 bar, in Ausnahmefällen bis 21 bar Prüfdruck beaufschlagt. Der Tank besteht meist aus rostfreiem Stahl V4A oder werden mit einer Innenbeschichtung versehen. Je nach Baumusterzulassung bestehen Vorschriften hinsichtlich Art, Anzahl oder Platzierung der Ansaug- und Auslassöffnungen. Die Tankcodierung benennt den maximalen Druck sowie die Anzahl und die Orte der Öffnungen.
Alle Saugwagen können nach den Vorschriften für Gefahrgut (ADR) hergestellt und mit den entsprechenden Sicherheitsinstallationen (Überdruck-Sicherheitsventile, Schutzbügel) ausgestattet werden. Je nach Land werden in unterschiedlichen Intervallen ADR-Prüfungen vorgenommen, bei denen die Fahrzeuge unter anderem mit Druck auf Dichtheit untersucht werden.

## Prinzip
Bestandteile eines Saugwagens:
Tank

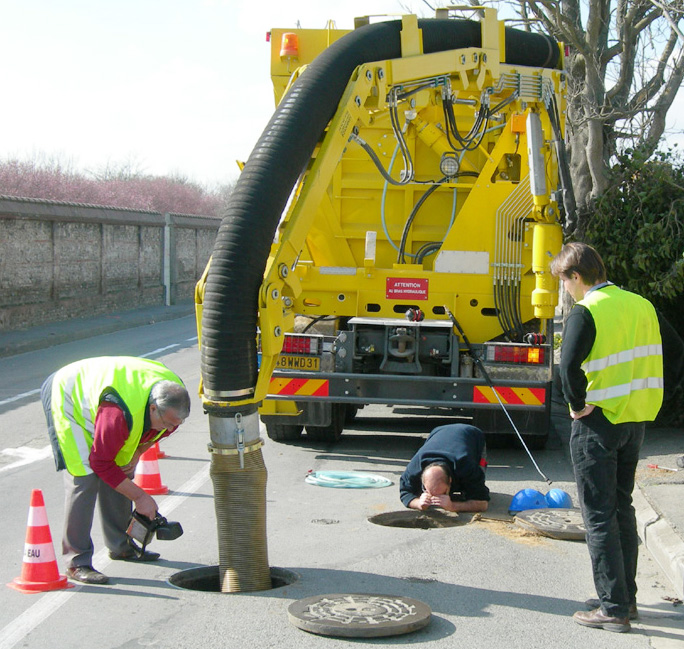
Saugwagen im Einsatz (Kanalreinigung)

Saugwagen besitzen einen vakuumbeständigen Tank, der 90 % Vakuum standhält. Er ist oft aus Normal- oder Chromstahl gefertigt und ca. 5–8 mm stark (bei Hochleistungssaugwagen auch mehr, um höherem Verschleiß standzuhalten). Verstärkungsringe an der Tankaußenwandung erhöhen die Stabilität. In der Regel ist ein hinterer Tankdeckel vorhanden, durch den das abgesaugte Material abgekippt wird. Chemiefahrzeuge besitzen stattdessen oft nur Anschlüsse in Größen von 1″ bis 6″. Am Tankscheitel schwimmt eine von einem Käfig gehaltene Kugel auf dem abgesaugten Material obenauf, um die Saugöffnung zur Pumpe zu verschließen, wenn der Tank voll ist. Je nach Pumpentyp könnte ein Übersaugen ansonsten kleinere oder größere Schäden verursachen.
Abscheidersystem
Das Abscheidesystem trennt das angesaugte Material vom Förderstrom ab, damit dieses im Tank verbleibt und nicht in die Pumpe gelangt:
- Abscheiderkammer: Der Tank des Saugwagens bildet eine simple Abscheiderkammer, in der flüssige Medien durch die Schwerkraft zurückgehalten werden. Staub und andere feine Feststoffe werden hierdurch nicht aufgehalten.
- Zyklon: Der Zyklon- oder Fliehkraftabscheider bildet einen zirkulierenden Luftstrom (ähnlich einer Windhose). Durch die Zentrifugalkraft bewegen sich die Schmutzpartikel zur Außenwand des Behälters und sammeln sich auf dessen Boden. Die Pumpe wird zusätzlich zur Abstellkugel im Tank meist über eine weitere Abstellkugel im Zyklonabscheider geschützt.
- Filtertaschen: Wie beim Luftfilter eines Kraftfahrzeugs wird der Staub, der nicht in die Pumpe gelangen soll, an den Filterwänden zurückgehalten. Durch Druckluft die Taschen manuell oder selbsttätig abgereinigt. Filtertaschen werden meist nur bei Hochleistungssaugwagen eingesetzt, die Staub, Sand, Kies usw. saugen.

Pumpe
Die Pumpe erzeugt das Vakuum. Durch die Druckdifferenz zwischen Tank und Umwelt wird das Material – je nach Betrachtungsweise – in den Tank gezogen oder gedrückt. Die Pumpenart sind auch in ATEX-Ausführung erhältlich, um in explosionsgefährdeten Arbeitsbereichen eingesetzt zu werden. Es gibt verschiedene Pumpenarten:
- Wasserringpumpe: Für deren Betrieb ist ein Wasserkreislauf notwendig. Das Wasser dichtet den Rotor zum Außengehäuse hin ab. Durch den abdichtenden Wasserring berühren sich Rotor und Außengehäuse nicht. Die Pumpe ist sehr laufruhig, verschleißarm und langlebig. Zum Betrieb bei Temperaturen um die 0 °C muss das Wasser vor dem Gefrieren geschützt werden. In sehr kalten Ländern findet die Wasserringpumpe darum wenig Anwendung.
- Lamellenpumpe: Das Prinzip der Lamellenpumpe ähnelt dem der Wasserringpumpe: Der Rotor enthält umlaufend Schlitze, in die Lamellen eingelassen sind. Durch die Zentrifugalkraft werden die Lamellen an das Gehäuse gedrückt und dichten dadurch ab. Um den Verschleiß zu mindern, wird tröpfchenweise Öl dazugegeben. Die ölhaltige Abluft muss in einem Ölabscheider aufgehalten werden. Die Lamellenpumpe hat einen höheren Verschleiß als die Wasserringpumpe und ist bedeutend lauter.
- Drehkolbenpumpe: Zwei ineinandergreifende Zahnräder (zwei- bis vierzahnig) erzeugen so ein Vakuum. Sie sind ebenfalls relativ laut und sind verschleißtechnisch zwischen der Lamellen- und der Wasserringpumpe einzuordnen.

Beim Absaugen von Flüssigkeiten, die kaum Feststoffe enthalten, kann die Drehkolbenpumpe auch vor dem Tank installiert werden, sodass das zu befördernde Medium durch die Pumpe hindurch geleitet wird. Der Tank muss dann nicht vakuumbeständig sein und kann als reiner Transporttank dünner und leichter gebaut werden.
Drehkolbenpumpen finden oft im chemischen und lebensmitteltechnischen Bereich Einsatz. Die Zahnräder müssen mit einer Speziallegierung versehen werden, um gegen Laugen, Säuren usw. resistent zu sein. Je nach Pumpenart beträgt die maximale Feststoffgröße 0,5 cm bis 5 cm.

## Antrieb
Der Antrieb erfolgt meist hydraulisch oder mittels Keil- und Mehrrippenriemen. Eher selten ist der Direktantrieb über eine Kardanwelle. Der Leistungsverlust ist beim hydraulischen System am größten und beim Kardanantrieb am kleinsten. Der Keilriemenantrieb hat wenig Verluste, wenn er korrekt gespannt ist.

## Verschiedenes
- Saugtiefe: Theoretisch kann mit einem Saugwagen bei 90 % Vakuum ca. 9 m tief Wasser abgesaugt werden (der mittlere Luftdruck auf der Erde von 1013 mbar entspricht näherungsweise einer 10 m Wassersäule, dies entspricht wiederum der Saugtiefe bei einem 100 % Vakuum). Schwere und hochviskose Materialien wie Schlämme usw. werden im Luftstrom abgesaugt. Gelangt beim Absaugen nicht genügend Luft in den Saugschlauch, kann zusätzliche Luft über einen Kompressor eingeblasen werden. Je größer die Saughöhe, desto mehr Luft muss beigegeben werden. Je steifer das abzusaugende Medium ist und je größer die Saughöhe, umso dicker müssen die Saugschläuche sein und umso wichtiger wird der Faktor beigegebene Luft.
- Konkurrent Saugbagger: In den letzten Jahren hat sich der Saugbagger als Konkurrent zum Saugwagen entwickelt. Allerdings ist das Grundeinsatzgebiet des Saugbaggers ein anderes als des Saugwagens. Der Saugbagger war ursprünglich als Baggerersatz gedacht. Er fand am Anfang hauptsächlich Einsatz im Tiefbau zum sanften, risikofreien Absaugen von Erdmaterial bei Reparaturen von Wasserleitungen, Stromleitungen usw. Überall, wo das Risiko hoch ist, mit dem Bagger eine Leitung zu beschädigen, kommt der Saugbagger zum Einsatz. Ein Saugbagger hat Schlauchdimensionen zwischen 200 mm und 300 mm, daher ist er in der Lage, größere Medien abzusaugen. Allerdings ist der Saugbagger nicht für nasse Medien gedacht, da sein Filtersystem eigentlich auf trockene Medien ausgelegt ist. Des Weiteren erfüllt er die Anforderungen zum Transport von gefährlichen Medien nicht so umfangreich wie ein Vakuumtank (Saugbagger haben kubische Tanks). Der Saugbagger ist sozusagen eher für trockene, große, schwere Medien gedacht. Des Weiteren darf er aus gewichtstechnischen Gründen meist nicht beladen auf öffentlichen Straßen fahren. Da bei Flüssigtransporten über 7500 Liter Inhalt Schwallwände vorhanden sein müssen (oder maximal 20 % oder minimal 80 % Beladungszustand herrschen muss, was nicht geht, weil er dann ja gesamtgewichtstechnisch zu schwer ist), bleibt er auf der Baustelle stehen. Es muss in Mulden umgeladen werden, die von anderen LKW abtransportiert werden. Des Weiteren sind die Stundenansätze verhältnismäßig sehr hoch.
- Transporttank: Diese Tanks sind meist nicht vakuumbeständig, vielfach aber überdruckbeständig. Einige Tanks (ADR) sind nach L4BH geprüft; das heißt, sie halten einem inneren Überdruck von 4 Bar stand, sind für flüssige Medien gedacht, haben drei Öffnungen und werden als luftdicht betrachtet. Diese Tanks verfügen meist über keine Pumpe oder über eine Drehkolbenpumpe, durch die das Ladegut fließt. Fahrzeuge ohne Pumpe werden meist von oben per Freifall befüllt. Bei der Befüllung und Entleerung der Tanks ist stets darauf zu achten, dass die maximalen Druckverhältnisse eingehalten werden. Ansonsten kann es so einen Tank zusammenziehen oder er explodiert/birst.
- Fahrverhalten: Die meisten Saugwagen haben einen hohen Schwerpunkt. Daher ist in Kurvenfahrten und bei Ausweichmanövern stets große Vorsicht angebracht. Die meisten Unfälle passieren beim Ausweichen oder bei Kurvenfahrten. Das Gefährliche daran ist, dass man keine Anhaltspunkte hat, wann das Fahrzeug zu kippen beginnt. Das Fahrzeug neigt sich leicht zur Seite und verbleibt dort lange Zeit. Plötzlich und ohne Ankündigung kippt das Fahrzeug um. Bei Ausweichmanövern sind die abrupten Richtungsänderungen das größte Gefahrenpotenzial. Durch das ruckartige Ausweichen kann sich das Fahrzeug aufschaukeln und wird so zum Kippen gebracht. Meist kann die erste Ausweichkurve noch realisiert werden, doch die zweite Richtungsänderung lässt das Fahrzeug umkippen, weil sich die Energie des ersten Ausweichmanövers aufschaukelt und dann beim Auffangen des Fahrzeuges zu groß wird und sich entlädt. Somit kippt das Fahrzeug. Bei Tankaufliegern ist das Kipprisiko kleiner als bei 2-, 3-, 4-, 5-Achs-Saugwagen-LKW. Dies wurde mehrfach bei Kreisfahrtests nachgewiesen.
- Bedienung: Für die Bedienung eines solchen Fahrzeuges ist gesetzlich keine Ausbildung vorgeschrieben. Meist erhält man interne Einschulungen, oder diese werden durch den Hersteller durchgeführt. Bei Gefahrgut (ADR) wird eine spezielle Ausbildung des Fahrers vorausgesetzt. Das Fahrzeug muss nach ADR gebaut, geprüft und immatrikuliert sein, um solche ADR-Transporte durchführen zu können.
- Sicherheit: Je höher die Vorschriften und Anforderungen sind, umso mehr Sicherheitsmaßnahmen werden bei Gefahrgut-Fahrzeugen (ADR) eingebaut. Diese können zum Beispiel Totmannschalter beinhalten. Die gesetzlichen Vorschriften verschärfen sich beim Einstieg in Gefahrgut (ADR) massiv. Daher sei wohl gut überlegt, ob man so ein Fahrzeug braucht. Zur Sicherheit gehört natürlich auch die persönliche Schutzausrüstung. Je nach Gefahrgutstoff sind umfangreichere Schutzmaßnahmen zu treffen. Diese sind in den schriftlichen Weisungen und Dokumenten vermerkt. Bei normalen Saug- und Hochleistungssaugwagen bestehen keine Vorschriften. Ob mit oder ohne Hand- und Gesichtsschutz wird nicht vorgeschrieben, außer der Kunde macht eigene Betriebsvorschriften geltend.[2]
- Reinigung der Tanks: Das Reinigen der Tanks wird per Maschine oder per Hand durchgeführt. Bei der maschinellen Reinigung wird ein Gerät mit Spritzdüsen in die Kammer eingelassen und reinigt so die Tankwände. Ist dies nicht möglich oder deren Reinigungsgrad nicht ausreichend, muss per Hand gereinigt werden. Dazu wird der Tank mittels „Hochdruckreinigung“ gereinigt. Was ebenfalls immer mitgereinigt werden muss, sind die Verrohrungen der An- und Ablassvorrichtungen zum Tank. Nach der Reinigung wird ein Zertifikat ausgehändigt, in dem steht, wann, wo, wie usw. der Tank gereinigt wurde. Je nach Kunde wird dieses Zertifikat vor Beladung verlangt. Bei den normalen Saugwagen wird der Tank entweder per Wasserschlauch oder Hochdruckschlauch gereinigt.
- Schläuche und Armaturen: Die Saugschläuche der einzelnen Fahrzeuge unterscheiden sich sehr. Während der Standsaugwagen normale Saugschläuche verwendet, benötigt der Hochleistungssaugwagen entweder sehr dickwandige, aber schwere, Schläuche (die länger halten) oder dünnwandige, dafür aber leichte, Schläuche (die schnell abgenutzt sind). Der Chemiesaugwagen benötigt je nach Ladegut verschiedene Schläuche. Für ölhaltige Abfälle eignen sich zum Beispiel eher NBR-Materialien, für Säuren und Laugen eher EPDM, Viton oder Carbon. Es gibt keine Mischung, die für alles verwendet werden kann. Die meisten Anschlüsse und Armaturen werden in Edelstahlausführung gebaut. Edelstahl weist eine hohe Beständigkeit gegenüber Säuren, Laugen usw. auf. Bei normalen Saugwagen verwendet man oft normalen verzinkten Stahl oder Chormstahl. Da diese Fahrzeuge keine Säuren, Laugen oder Ähnliches transportieren, ist eine Armaturenausführung in Chromstahl kein Thema.